# Sárgacsőrű kitta
A sárgacsőrű kitta (Urocissa flavirostris) a madarak (Aves) osztályának verébalakúak (Passeriformes) rendjébe, ezen belül a varjúfélék (Corvidae) családjába tartozó faj.

## Rendszerezése
A fajt Edward Blyth angol zoológus írta le 1846-ban, a Psilorhinus nembe Psilorhinus flavirostris néven.

## Alfajai
- Urocissa flavirostris cucullata Gould, 1861
- Urocissa flavirostris flavirostris (Blyth, 1846)
- Urocissa flavirostris robini Delacour & Jabouille, 1930
- Urocissa flavirostris schaeferi Sick, 1939[2]

## Előfordulása
Dél- és Dél-Ázsiában, Bhután, India, Kína, Mianmar, Nepál, Pakisztán és Vietnám területén honos. Természetes élőhelyei a szubtrópusi vagy trópusi síkvidéki és hegyi esőerdők, valamint ültetvények, szántóföldek és másodlagos erdők. Magaslati vonuló.

## Megjelenése
Testhossza 61 centiméter, testtömege 132-180 gramm.
|  |  |

## Természetvédelmi helyzete
Az elterjedési területe nagyon nagy, egyedszáma pedig stabil. A Természetvédelmi Világszövetség Vörös listáján nem fenyegetett fajként szerepel.